# Hnutí 26. července
Hnutí 26. července (Movimiento 26 de Julio) bylo kubánské guerillové hnutí odpůrců diktátorského režimu Fulgencia Batisty pod velením Fidela Castra.

## Vznik
Po Batistově nástupu k moci v roce 1952 okolo sebe začal mladý opoziční politik Fidel Castro shromažďovat dělníky a univerzitní studenty, se kterými začínal v utajení budovat první buňky odporu proti režimu. Tato skupina si říkala „Hnutí“. Počátkem roku 1953 čítala již na 1 500 bojovníků, mezi něž patřil také Raúl Castro Ruz, Fidelův mladší bratr.
Prvním plánovaným úderem byl útok na kasárny Moncada v Santiagu de Cuba, druhé největší kasárny v zemi. Za peníze z řad sympatizantů pořídil Castro zbraně a uniformy a jako datum úderu určil se svými nejbližšími důvěrníky 26. července. V plánu bylo přepadení kasáren, otevření zbrojnice, obsazení justičního paláce naproti kasárnám a sousední městské nemocnice. Zároveň se také měla rozšířit rozhlasem zpráva o přepadení, se snahou rozpoutat lidové povstání.
Na tuto akci Castro vybral pouhých 160 mužů. Proti stovkám ozbrojených vojáků tak stála hrst Castrových příznivců s několika málo loveckými zbraněmi.
Manifest z Moncady, který Castro přečetl svým spolubojovníkům před začátkem akce:
„Revoluce prohlašuje, že neudržuje žádné spojení s cizími národy a že není ovlivněna žádnou ideologií. 
Vyhlašuje svou pevnou vůli přivést Kubu na cestu hospodářského blahobytu. 
Vyhlašuje svou lásku a důvěru k ctnosti, cti, slušnosti člověka...Toto není třídní revoluce...Revoluce se opírá o ideály José Martího, její jedinou vlajkou je trikolora s hvězdou.“
Celá akce kvůli své nedostatečné připravenosti skončila nezdarem. Bylo zabito 8 povstalců, části se podařilo uprchnout a asi stovka byla zajata vojenskou policií a následně krutě umučena. Fidelovi a jeho bratru Raúlovi se podařilo uprchnout do hor nedaleko Santiaga, avšak zanedlouho byli objeveni armádní hlídkou a uvrhnuti do vazby.
Batista na celou situaci reagoval vyhlášením výjimečného stavu a hojným zatýkáním.
16. října dostal Fidel Castro příležitost se jako vystudovaný právník sám hájit a jeho slavná obhajovací řeč známá pod názvem „Dějiny mě osvobodí“ je dodnes mýtem kubánské revoluce. Po této řeči byl Castro společně s ostatními „chlapci z Moncady“, jak se jim později začalo říkat, odsouzen na 15 let vězení na ostrově Isla de Pinos.
Ve vězení s ostatními členy „Hnutí“ založil knihovnu a aktivně se věnoval výuce rétoriky, politické ekonomie a filosofie.
15. května 1955 Batista vyhlásil všeobecnou amnestii, která se týkala všech politických vězňů včetně Castra a spol. Tehdy Castro založil z podporovatelů v době věznění a z přeživších spolubojovníků z útoku na kasárny Moncada „Movimiento 26 de Julio“ – „Hnutí 26. července“ známé pod zkratkou „M-26“, nebo také „M-26-7“, odhodlané znovu shromažďovat síly proti Batistovu režimu.

## Druhý úder – Sierra Maestra
Záhy po propuštění odjíždějí Fidel s Raúlem pod politickým tlakem do Mexika, kde Fidel poznal mladého argentinského lékaře a oddaného marxistu Ernesta Guevaru, známého jako „Che“. Společně tehdy začali připravovat invazi na ostrov a následně shromažďovat peníze i zbrojit.
26. listopadu 1956 tak byly konečně na Kubu vyslány zakódované telegramy, které oznamovaly brzký příjezd guerillos na palubě legendární lodi známé jako „Granma“.
Z pohoří Sierra Maestra tehdy vedla guerilla organizovaný útok a nakonec také díky podpoře obyvatelstva, především rolnictva, svedla po urputném a únavném boji, rozhodující bitvu v El Jigue v červenci 1958 a téhož roku 20. srpna Castro vyhlásil triumf v Radiu Rebelde a byl uznán za revolučního vůdce Kuby.
2. ledna Castro vstoupil do Santiaga de Cuba, kde se mu nepostavil na odpor jediný voják. Symbolicky obsadil kasárny Moncada a odjel do Havany. Takto zvítězila Castrova kubánská revoluce.